# Ozaryszki
Ozaryszki – dawna kolonia i folwark. Tereny, na których były położone, leżą obecnie na Białorusi, w obwodzie grodzieńskim, w rejonie oszmiańskim, w sielsowiecie Graużyszki.

## Historia
W czasach zaborów osada karczemna w gminie Graużyszki, w powiecie oszmiańskim, w guberni wileńskiej Imperium Rosyjskiego. W 1866 roku był tu 1 dom. W 1905 roku istniał folwark, który liczył 14 mieszkańców, własność Jankowskiego.
W latach 1921–1945 kolonia i folwark leżały w Polsce, w województwie wileńskim, w powiecie oszmiańskim, w gminie Graużyszki.
W 1931 kolonię w 1 domu zamieszkiwało 5 osób, folwark – w 1 domu 10 osób.
Wierni należeli do parafii rzymskokatolickiej w Graużyszkach. Miejscowość podlegała pod Sąd Grodzki w Holszanach i Okręgowy w Wilnie; właściwy urząd pocztowy mieścił się w Graużyszkach.